# Stålblå monark
Stålblå monark (Myiagra ferrocyanea) är en fågel i familjen monarker inom ordningen tättingar.

## Utseende och läte
Stålblå monark är en liten flugsnapparliknande fågel. Hanen har vit buk och blåsvart på huvud, bröst och ovansida. Honan är ljus under med ljusblått på huvud och rygg, medan vingar och stjärt är roströda och strupen vit. Vanligaste lätet är en stigande eller fallande vissling.

## Utbredning och systematik
Stålblå monark förekommer i Salomonöarna och delas in i fyra underarter med följande utbredning:
- Myiagra ferrocyanea ferrocyanea – Santa Isabel, Choiseul och Guadalcanal
- Myiagra ferrocyanea feminina – Kolombangara (ögruppen New Georgia)
- Myiagra ferrocyanea cinerea – Bougainville
- Myiagra ferrocyanea malaitae -– Malaita (Salomonöarna

## Levnadssätt
Stålblå monark föredrar ursprunglig skog, men kan även ses i trädgårdar och mangroveträsk. Den känns igen på sin upprätta ställning.

## Status och hot
Arten har ett stort utbredningsområde, men tros minska i antal, dock inte tillräckligt kraftigt för att den ska betraktas som hotad. Internationella naturvårdsunionen IUCN listar arten som livskraftig (LC).